# Diecéze athribiská
Diecéze Athribis je titulární diecéze římskokatolické církve.

## Historie
Athribis, identifikovatelné s Tell Atrib u města Banha, bylo starobylé biskupské sídlo, nacházející se v římské provincii Augustamnica II.. Byla součástí Alexandrijského patriarchátu a sufragánnou arcidiecéze Leontopolis v Augustamnice.
Dnes je využívána jako titulární biskupské sídlo; v současnosti je bez titulárního biskupa.

## Seznam řeckých biskupů
- Isionus (před rokem 325 - 343)
- Theodorus (344 - po roce 362)
- Isidorus (před rokem 404)
- Athanasius (zmíněn roku 404)
- Strategius (zmíněn roku 431)
- Eulogius (zmíněn roku 451)
- Apollonius (zmíněn roku 459)
- Paphnutius ? (6. století ?)

## Seznam koptských biskupů
- Michaelus (začátek 8. století)
- Zacharias (roku 750)
- Mennas (začátek 9. století)
- Abrahamus (začátek 9. století)
- Ioannes (druhá polovina 11. století)
- Theodorus (druhá polovina 11. století)

## Seznam titulárních biskupů
- 1899 - 1923 Frederick Charles Hopkins, S.J.
- 1923 - 1927 Michael Buchberger
- 1928 - 1942 Konstantyn Dominik
- 1942 - 1946 Sylvester Philip Wang Tao-nan, O.F.M.
- 1946 - 1958 Louis-Marie-Joseph Durrieu, M.Afr.
- 1959 - 1968 Henryk Grzondziel